# ريتشلاند (مسيسيبي)
ريتشلاند (بالإنجليزية: Richland, Mississippi)‏ هي مدينة تقع في الولايات المتحدة في Rankin County. يقدر عدد سكانها بـ 6,027 نسمة ومساحتها 31.7 كم2 وترتفع عن سطح البحر 81 متر.

## التركيبة السكانية
حدّد مكتب تعداد الولايات المتحدة بيانات التركيبة السكانية لريتشلاند في تعداد الولايات المتحدة. في ما يلي، التركيبة السكانية حسب تعدادي 2000 و2010.

### تعداد عام 2000
بلغ عدد سكان ريتشلاند 6,027 نسمة بحسب تعداد عام 2000، وبلغ عدد الأسر 2,303 أسرة وعدد العائلات 1,687 عائلة مقيمة في المدينة. في حين سجلت الكثافة السكانية 184.8 نسمة لكل كيلومتر مربع (478.6/ميل2). وبلغ عدد الوحدات السكنية 2,540 وحدة بمتوسط كثافة قدره 77.9 لكل كيلومتر مربع (201.8/ميل2).
وتوزع التركيب العرقي للمدينة بنسبة 91.97% من البيض و5.28% من الأمريكيين الأفارقة و0.08% من الأمريكيين الأصليين و1.51% من الأمريكيين ذوي الأصول الآسيوية و0.02% من سكان جزر المحيط الهادئ و0.20% من الأعراق الأخرى و0.95% من عرقين مختلطين أو أكثر و0.88% من الهسبانيون أو اللاتينيون من أي عرق.
بلغ عدد الأسر 2,303 أسرة كانت نسبة 41.3% منها لديها أطفال تحت سن الثامنة عشر تعيش معهم، وبلغت نسبة الأزواج القاطنين مع بعضهم البعض 54.8% من أصل المجموع الكلي للأسر، ونسبة 13.4% من الأسر كان لديها معيلات من الإناث دون وجود شريك، بينما كانت نسبة 5.1% من الأسر لديها معيلون من الذكور دون وجود شريكة وكانت نسبة 26.7% من غير العائلات. تألفت نسبة 21.8% من أصل جميع الأسر من عدة أفراد يعيشون في نفس المنزل ونسبة 6.8% كانت تتألف من شخص يعيش بمفرده يبلغ من العمر 65 عاماً أو أكثر. وبلغ متوسط حجم الأسرة المعيشية 2.62، أما متوسط حجم العائلات فبلغ 3.05.
بلغ العمر الوسطي للسكان 32.2 عاماً. وكانت نسبة 27.3% من القاطنين تحت سن الثامنة عشر، وكانت نسبة 9.8% بين الثامنة عشر والرابعة والعشرين عاماً، ونسبة 33.6% كانت واقعةً في الفئة العمرية ما بين الخامسة والعشرين والرابعة والأربعين عاماً، ونسبة 20.1% كانت ما بين الخامسة والأربعين والرابعة والستين، ونسبة 9.3% كانت ضمن فئة الخامسة والستين عاماً فما فوق. يوجد لكل 100 أنثى 98.2 ذكر، ويوجد لكل 100 أنثى في الثامنة عشر من عمرها فما فوق 94.0 ذكر.
بلغ متوسط دخل الأسرة في المدينة 38,996 دولارًا، أما متوسط دخل العائلة فبلغ 44,800 دولارًا. وكان متوسط دخل الذكور 32,377 دولارًا مقابل 22,700 دولارًا للإناث. وسجل دخل الفرد الخاص بالمدينة 17,574 دولارًا. وكانت نسبة 8.3% من العائلات ونسبة 10.4% من السكان تحت خط الفقر، وكان من هؤلاء نسبة 11.2% تحت سن الثامنة عشر ونسبة 19.8% في الخامسة والستين من العمر وما فوق.

### تعداد عام 2010
بلغ عدد سكان ريتشلاند 6,912 نسمة بحسب تعداد عام 2010، وبلغ عدد الأسر 2,668 أسرة وعدد العائلات 1,847 عائلة مقيمة في المدينة. في حين سجلت الكثافة السكانية 212 نسمة لكل كيلومتر مربع (549.1/ميل2). وبلغ عدد الوحدات السكنية 2,843 وحدة بمتوسط كثافة قدره 87.2 لكل كيلومتر مربع (225.8/ميل2).
وتوزع التركيب العرقي للمدينة بنسبة 78.79% من البيض و14.45% من الأمريكيين الأفارقة و0.23% من الأمريكيين الأصليين و1.68% من الأمريكيين ذوي الأصول الآسيوية و0.14% من سكان جزر المحيط الهادئ و3.66% من الأعراق الأخرى و1.04% من عرقين مختلطين أو أكثر و5.37% من الهسبانيون أو اللاتينيون من أي عرق.
بلغ عدد الأسر 2,668 أسرة كانت نسبة 39.4% منها لديها أطفال تحت سن الثامنة عشر تعيش معهم، وبلغت نسبة الأزواج القاطنين مع بعضهم البعض 46.2% من أصل المجموع الكلي للأسر، ونسبة 17.7% من الأسر كان لديها معيلات من الإناث دون وجود شريك، بينما كانت نسبة 5.4% من الأسر لديها معيلون من الذكور دون وجود شريكة وكانت نسبة 30.8% من غير العائلات. تألفت نسبة 26.1% من أصل جميع الأسر من عدة أفراد يعيشون في نفس المنزل ونسبة 7% كانت تتألف من شخص يعيش بمفرده يبلغ من العمر 65 عاماً أو أكثر. وبلغ متوسط حجم الأسرة المعيشية 2.59، أما متوسط حجم العائلات فبلغ 3.10.
بلغ العمر الوسطي للسكان 33.4 عاماً. وكانت نسبة 27.6% من القاطنين تحت سن الثامنة عشر، وكانت نسبة 9.4% بين الثامنة عشر والرابعة والعشرين عاماً، ونسبة 28.8% كانت واقعةً في الفئة العمرية ما بين الخامسة والعشرين والرابعة والأربعين عاماً، ونسبة 24.1% كانت ما بين الخامسة والأربعين والرابعة والستين، ونسبة 10.1% كانت ضمن فئة الخامسة والستين عاماً فما فوق. وتوزع التركيب الجنسي للسكان بنسبة 49% ذكور و51% إناث.